# 华士飞
华士飞（1947年4月—），上海人。1970年12月加入中国共产党。大专学历，高级政工师。曾任新疆生产建设兵团司令员兼中国新建集团公司总经理。

## 生平
1964年6月，17岁的华士飞响应中共“支援边疆建设”的号召，从家乡上海来到新疆，被编入新疆生产建设兵团第十师184团。此后，华士飞一直在建设兵团生活、工作。1998年5月，出任兵团党委常委、组织部部长；2001年6月，升任兵团副政委；2005年3月，接替张庆黎出任新疆生产建设兵团司令员兼中国新建集团公司总经理。
2008年，当选第十一届全国政协委员，代表农业界，分入第三十九组，并担任社会和法制委员会专委。